# 19.ª etapa de la Vuelta a España 2021
La 19.ª etapa de la Vuelta a España 2021 tuvo lugar el 3 de septiembre de 2021 entre Tapia de Casariego y Monforte de Lemos sobre un recorrido de 191,2 km y fue ganada por el danés Magnus Cort del equipo EF Education-NIPPO. El esloveno Primož Roglič consiguió mantener el liderato un día más.

## Clasificación de la etapa
| Tapia de Casariego - Monforte de Lemos | etapa escarpada | (191,2 km) |

| \| Clasificación de la etapa \| Clasificación de la etapa \| Clasificación de la etapa \| Clasificación de la etapa \| Clasificación de la etapa \| \| Ciclista \| Ciclista \| Equipo \| Tiempo \| \| \| ------------------------- \| ------------------------- \| ------------------------- \| ------------------------- \| ------------------------- \| \| 1.º \| Magnus Cort \| EF Education-Nippo \| 4 h 24 min 54 s \| \| \| 2.º \| Rui Oliveira \| UAE Team Emirates \| + 0 s \| \| \| 3.º \| Quinn Simmons \| Trek-Segafredo \| + 0 s \| \| \| 4.º \| Andrea Bagioli \| Deceuninck-Quick Step \| + 0 s \| \| \| 5.º \| Anthony Roux \| Groupama-FDJ \| + 0 s \| \| \| 6.º \| Andreas Kron \| Lotto-Soudal \| + 0 s \| \| \| 7.º \| Lawson Craddock \| EF Education-Nippo \| + 5 s \| \| \| 8.º \| Alberto Dainese \| Team DSM \| + 18 s \| \| \| 9.º \| Matteo Trentin \| UAE Team Emirates \| + 18 s \| \| \| 10.º \| Alexander Krieger \| Alpecin-Fenix \| + 18 s \| \| |                   |                       |                 |
| |                   |                       |                 |
| Fuente: ProCyclingStats |                   |                       |                 |
| Clasificación de la etapa |                   |                       |                 |
| Ciclista | Ciclista          | Equipo                | Tiempo          |
| 1.º | Magnus Cort       | EF Education-Nippo    | 4 h 24 min 54 s |
| 2.º | Rui Oliveira      | UAE Team Emirates     | + 0 s           |
| 3.º | Quinn Simmons     | Trek-Segafredo        | + 0 s           |
| 4.º | Andrea Bagioli    | Deceuninck-Quick Step | + 0 s           |
| 5.º | Anthony Roux      | Groupama-FDJ          | + 0 s           |
| 6.º | Andreas Kron      | Lotto-Soudal          | + 0 s           |
| 7.º | Lawson Craddock   | EF Education-Nippo    | + 5 s           |
| 8.º | Alberto Dainese   | Team DSM              | + 18 s          |
| 9.º | Matteo Trentin    | UAE Team Emirates     | + 18 s          |
| 10.º | Alexander Krieger | Alpecin-Fenix         | + 18 s          |

## Clasificaciones al final de la etapa

### Clasificación general
| \| Clasificación general \| Clasificación general \| Clasificación general \| Clasificación general \| Clasificación general \| \| Ciclista \| Ciclista \| Equipo \| Tiempo \| \| \| --------------------- \| --------------------- \| --------------------- \| --------------------- \| --------------------- \| \| 1.º \| Primož Roglič \| Jumbo-Visma \| 77 h 49 min 37 s \| \| \| 2.º \| Enric Mas \| Movistar Team \| + 2 min 30 s \| \| \| 3.º \| Miguel Ángel López \| Movistar Team \| + 2 min 53 s \| \| \| 4.º \| Jack Haig \| Bahrain Victorious \| + 4 min 36 s \| \| \| 5.º \| Egan Bernal \| Ineos Grenadiers \| + 4 min 43 s \| \| \| 6.º \| Adam Yates \| Ineos Grenadiers \| + 5 min 44 s \| \| \| 7.º \| Sepp Kuss \| Jumbo-Visma \| + 6 min 02 s \| \| \| 8.º \| Gino Mäder \| Bahrain Victorious \| + 7 min 48 s \| \| \| 9.º \| Guillaume Martin \| Cofidis \| + 8 min 31 s \| \| \| 10.º \| David de la Cruz \| UAE Team Emirates \| + 9 min 24 s \| \| |                    |                    |                  |
| |                    |                    |                  |
| Fuente: ProCyclingStats |                    |                    |                  |
| Clasificación general |                    |                    |                  |
| Ciclista | Ciclista           | Equipo             | Tiempo           |
| 1.º | Primož Roglič      | Jumbo-Visma        | 77 h 49 min 37 s |
| 2.º | Enric Mas          | Movistar Team      | + 2 min 30 s     |
| 3.º | Miguel Ángel López | Movistar Team      | + 2 min 53 s     |
| 4.º | Jack Haig          | Bahrain Victorious | + 4 min 36 s     |
| 5.º | Egan Bernal        | Ineos Grenadiers   | + 4 min 43 s     |
| 6.º | Adam Yates         | Ineos Grenadiers   | + 5 min 44 s     |
| 7.º | Sepp Kuss          | Jumbo-Visma        | + 6 min 02 s     |
| 8.º | Gino Mäder         | Bahrain Victorious | + 7 min 48 s     |
| 9.º | Guillaume Martin   | Cofidis            | + 8 min 31 s     |
| 10.º | David de la Cruz   | UAE Team Emirates  | + 9 min 24 s     |

### Clasificación por puntos
| Clasificación por puntos | Clasificación por puntos | Clasificación por puntos | Clasificación por puntos | Clasificación por puntos |
| Ciclista                 | Ciclista                 | Equipo                   | Puntos                   |                          |
| ------------------------ | ------------------------ | ------------------------ | ------------------------ | ------------------------ |
| 1.º                      | Fabio Jakobsen           | Deceuninck-Quick Step    | 250 pts                  |                          |
| 2.º                      | Primož Roglič            | Jumbo-Visma              | 162 pts                  |                          |
| 3.º                      | Magnus Cort              | EF Education-Nippo       | 144 pts                  |                          |
| 4.º                      | Matteo Trentin           | UAE Team Emirates        | 132 pts                  |                          |
| 5.º                      | Alberto Dainese          | Team DSM                 | 120 pts                  |                          |
| 6.º                      | Michael Matthews         | BikeExchange             | 114 pts                  |                          |
| 7.º                      | Andrea Bagioli           | Deceuninck-Quick Step    | 101 pts                  |                          |
| 8.º                      | Enric Mas                | Movistar Team            | 100 pts                  |                          |
| 9.º                      | Miguel Ángel López       | Movistar Team            | 92 pts                   |                          |
| 10.º                     | Arnaud Démare            | Groupama-FDJ             | 91 pts                   |                          |

### Clasificación de la montaña
| Clasificación de la montaña | Clasificación de la montaña | Clasificación de la montaña | Clasificación de la montaña | Clasificación de la montaña |
| Ciclista                    | Ciclista                    | Equipo                      | Puntos                      |                             |
| --------------------------- | --------------------------- | --------------------------- | --------------------------- | --------------------------- |
| 1.º                         | Michael Storer              | Team DSM                    | 59 pts                      |                             |
| 2.º                         | Romain Bardet               | Team DSM                    | 54 pts                      |                             |
| 3.º                         | Primož Roglič               | Jumbo-Visma                 | 48 pts                      |                             |
| 4.º                         | Damiano Caruso              | Bahrain Victorious          | 33 pts                      |                             |
| 5.º                         | Rafał Majka                 | UAE Team Emirates           | 33 pts                      |                             |
| 6.º                         | Miguel Ángel López          | Movistar Team               | 28 pts                      |                             |
| 7.º                         | Jack Haig                   | Bahrain Victorious          | 23 pts                      |                             |
| 8.º                         | Sepp Kuss                   | Jumbo-Visma                 | 19 pts                      |                             |
| 9.º                         | Enric Mas                   | Movistar Team               | 17 pts                      |                             |
| 10.º                        | Egan Bernal                 | Ineos Grenadiers            | 16 pts                      |                             |

### Clasificación de los jóvenes
| Clasificación del mejor joven | Clasificación del mejor joven | Clasificación del mejor joven | Clasificación del mejor joven | Clasificación del mejor joven |
| Ciclista                      | Ciclista                      | Equipo                        | Tiempo                        |                               |
| ----------------------------- | ----------------------------- | ----------------------------- | ----------------------------- | ----------------------------- |
| 1.º                           | Egan Bernal                   | Ineos Grenadiers              | 77 h 54 min 20 s              |                               |
| 2.º                           | Gino Mäder                    | Bahrain Victorious            | + 3 min 05 s                  |                               |
| 3.º                           | Juan Pedro López              | Trek-Segafredo                | + 13 min 20 s                 |                               |
| 4.º                           | Rémy Rochas                   | Cofidis                       | + 34 min 31 s                 |                               |
| 5.º                           | Clément Champoussin           | AG2R Citroën Team             | + 47 min 32 s                 |                               |
| 6.º                           | Steff Cras                    | Lotto-Soudal                  | + 1 h 05 min 55 s             |                               |
| 7.º                           | Jefferson Cepeda              | Caja Rural-Seguros RGA        | + 1 h 23 min 09 s             |                               |
| 8.º                           | Aleksandr Vlásov              | Astana-Premier Tech           | + 1 h 33 min 13 s             |                               |
| 9.º                           | Gotzon Martín                 | Euskaltel-Euskadi             | + 1 h 36 min 16 s             |                               |
| 10.º                          | Pavel Sivakov                 | Ineos Grenadiers              | + 1 h 38 min 23 s             |                               |

### Clasificación por equipos
| Clasificación por equipos | Clasificación por equipos          | Clasificación por equipos | Clasificación por equipos |
| Equipo                    | Equipo                             | Tiempo                    |                           |
| ------------------------- | ---------------------------------- | ------------------------- | ------------------------- |
| 1.º                       | Bahrain Victorious                 | 233 h 45 min 04 s         |                           |
| 2.º                       | Jumbo-Visma                        | + 4 min 01 s              |                           |
| 3.º                       | Ineos Grenadiers                   | + 15 min 22 s             |                           |
| 4.º                       | Movistar Team                      | + 42 min 01 s             |                           |
| 5.º                       | Intermarché-Wanty-Gobert Matériaux | + 47 min 23 s             |                           |
| 6.º                       | UAE Team Emirates                  | + 59 min 18 s             |                           |
| 7.º                       | AG2R Citroën Team                  | + 1 h 42 min 29 s         |                           |
| 8.º                       | Trek-Segafredo                     | + 1 h 48 min 21 s         |                           |
| 9.º                       | Cofidis                            | + 1 h 55 min 27 s         |                           |
| 10.º                      | Astana-Premier Tech                | + 2 h 48 min 34 s         |                           |

## Abandonos
Sergio Luis Henao, Sacha Modolo y Louis Meintjes no completaron la etapa.